# Pierre Van Deuren
Pierre Van Deuren (1878–1956) was een Belgisch generaal van de genie, professor in waarschijnlijkheidsrekenen en astronomie aan de Koninklijke Militaire School te Brussel en ontwerper van de mortier Van Deuren, beter bekend als de mortier 70/58 MM die werd gebruikt tijdens de Eerste Wereldoorlog. Deze mortier was, hoewel gevaarlijk in gebruik, zeer effectief als antwoord op de Duitse minenwerfer.
Tevens publiceerde hij in 1928 een studie over de herinrichting van Laag-Congo.

## Publicaties
- Leçon sur le Calcul des Probabilités (2 boekdelen, Parijs, Gauthier-Villars-Namur, Ad. Wesmael-Charlier, XVII-546 pagina's - XVI-556 pagina's)

- Catàleg d'autoritats de noms i títols de Catalunya: 981058510303606706
- International Standard Name Identifier: 0000 0000 2762 2759
- Library of Congress Control Number: n87809061
- Système universitaire de documentation: 083863990
- Virtual International Authority File: 70446996
- WorldCat: E39PBJvCRWYHgd7GxXvD7MHXBP